# Teorie velkého třesku (5. řada)
Pátá řada amerického sitcomu Teorie velkého třesku je pokračování čtvrté řady tohoto seriálu. Řada byla vysílána na americké televizní stanici CBS od 22. září 2011 do 10. května 2012. Má celkem 24 dílů. V Česku byla řada vysílána na stanici Prima Cool od 18. června 2012 do 26. července 2012.

## Obsazení
- Johnny Galecki, Jim Parsons, Kaley Cuoco, Simon Helberg a Kunal Nayyar hráli ve všech epizodách.
- Melissa Rauch nehrála ve dvou epizodách.
- Mayim Bialik nehrála ve třech epizodách.

## Seznam dílů
| Č. v seriálu | Č. v řadě | Původní název                    | Český název                       | Režie           | Scénář                                                 | Premiéra v USA     | Premiéra v ČR     | Produkční kód |
| --- | --------- | -------------------------------- | --------------------------------- | --------------- | ------------------------------------------------------ | ------------------ | ----------------- | ------------- |
| 88 | 1         | The Skank Reflex Analysis        | Analýza děvkovského reflexu       | Mark Cendrowski | Chuck Lorre, Bill Prady, Steven Molaro                 | 22. září 2011      | 18. června 2012   | 3X6851        |
| Sheldon při jídle rozebírá výrok Penny („Není to tak, jak to vypadá“) poté, co vyšla z Leonardova pokoje s téměř nahým Rajem. Tento hlavolam mu nedopřeje klidu. Spekuluje, zda Penny nezkoumala Rajův konečník, jestli nemá roupy. Leonard je tématem znechucen a prozradí Sheldonovi, že Penny jednoduše lhala. Když se u stolu objeví i Raj s Howardem, nálada poklesne. Ve skupince vypluje na povrch i to, že Rajesh snil o Bernadette. Penny se dočasně přestěhuje k Amy, kde ji navštíví Koothrappali, který si u ní dělá naděje. Penny jej však vyrozumí, že šlo jen o úlet. Cítí se provinile a chce se odstěhovat zpět do Nebrasky. Svůj záměr si rozmyslí v momentě, kdy dostane roli v reklamě na hemoroidy. Sheldon přesvědčí ostatní, aby se zúčastnili paintballu, ale napětí mezi kamarády ještě zcela nevymizelo. Howard, Leonard i Raj to chtějí vzdát, což Sheldona přiměje k tomu, aby se obětoval. Vystoupí na vyvýšené místo a své „nepřátele“ geology naštve výrokem, že geologie není skutečná věda. Je zasypán sprškou barevných kuliček. Jeho oběť přiměje Leonarda, Raje i Howarda, aby se za něj pomstili a zvítězili. |           |                                  |                                   |                 |                                                        |                    |                   |               |
| 89 | 2         | The Infestation Hypothesis       | Hypotéza o zamoření škůdci        | Mark Cendrowski | Chuck Lorre, Jim Reynolds, Steve Holland               | 22. září 2011      | 19. června 2012   | 3X6852        |
| Howard se diví, že Leonard nevyužívá vysokorychlostní internet k virtuálním prasárničkám s Priyou. Společně s Rajem předvádí možnosti zařízení pro líbání na dálku. Leonard není zrovna nadšen, když to vidí. Sheldon si pochvaluje Pennino nové křeslo, avšak pouze do chvíle, kdy mu Penny sdělí, že křeslo našla na ulici a do bytu jí ho pomohl za pár dolarů vynést bezdomovec. Jeho fobie z infekcí graduje, trvá na tom, aby se Penny křesla zbavila, což ona neudělá. Sheldon do toho zaangažuje Amy, která jde k Penny orodovat za vyhození polstrovaného kusu nábytku. Penny to od ní bere jako podraz, ale když se Amy při pokusu o usmíření posadí zpět do křesla, něco ji kousne do zadku. V křesle něco lozí a obě dívky prchají s křikem pryč. Křeslo se octne na ulici, kolem prochází Howard s Rajeshem a berou jej zpět do domu. |           |                                  |                                   |                 |                                                        |                    |                   |               |
| 90 | 3         | The Pulled Groin Extrapolation   | Misinterpretace namožených slabin | Mark Cendrowski | Bill Prady, Steven Molaro, Dave Goetsch                | 29. září 2011      | 20. června 2012   | 3X6853        |
| Sheldonovou novou zálibou jsou modely vláčků. Amy potřebuje doprovod na svatbu dr. Moranelliho a pozve Leonarda (Sheldon se již dříve zdiskreditoval). Na svatbě není Leonardovi příliš do řeči, ale Amy ho dokáže rozptýlit. Dokonce si myslí, že se do ní Leonard zamiloval. Howard přesvědčuje Bernadette, aby bydlela u něj společně s jeho matkou. Bernadette souhlasí, že to zkusí alespoň na víkend. Ví už, že je na matce značně závislý, ale že mu krájí i maso, to je pro ni překvapení. Adaptuje se do té míry, že se naučí odpovídat se stejnou podrážděnou intonací a hlasitostí jako Wolowitzová a její syn Howard. |           |                                  |                                   |                 |                                                        |                    |                   |               |
| 91 | 4         | The Wiggly Finger Catalyst       | Relativita triviálních rozhodnutí | Mark Cendrowski | Bill Prady, Steven Molaro, Steve Holland               | 6. října 2011      | 21. června 2012   | 3X6854        |
| Raj stále touží poznat nějakou dívku a často se lituje. Penny s Bernadette se rozhodnou seznámit ho se svou hluchou kamarádkou Emily. Rajesh je nadšen, ale protože neumí znakovou řeč, doprovází ho Howard, který ji ovládá a zároveň žehlí Koothrappaliho přešlapy. Sheldon se rozhoduje o všech svých záležitostech házením kostek - včetně rozhodnutí, zda jít či nejít na WC. Rajesh je po uši zamilovaný a zahrnuje svou milou spoustou dárků. Když je nyní známo, že jeho rodina je bohatá (to prozradí Sheldon), Penny lituje, že to s ním pár měsíců nevydržela. Ona i ostatní vidí to, co Raj ne, že jej Emily využívá. Informuje jeho rodiče v Indii, kteří se spojí s Rajem a pohrozí mu, že mu přestanou vyplácet peníze, pokud se s Emily nerozejde. Raj se rozhodne pro svou dívku. Emily vidina společné budoucnosti s nemajetným Rajem příliš neláká a opouští jej. Raj hledá útěchu u Penny. |           |                                  |                                   |                 |                                                        |                    |                   |               |
| 92 | 5         | The Russian Rocket Reaction      | Variace na Schrödingerovu kočku   | Mark Cendrowski | Chuck Lorre, Eric Kaplan, Maria Ferrari                | 13. října 2011     | 25. června 2012   | 3X6855        |
| Když Sheldon s Leonardem obdivují ve Stuartově komiksovém obchodu repliku meče z TV série Hra o trůny, vejde dovnitř jeden ze 61 Sheldonových úhlavních nepřátel Wil Wheaton. Pozve Stuarta i kluky k sobě na večírek. Leonard odpoví kladně i za Sheldona. Ten mu pak vyčítá, že jej zradil a na večírek odmítá jít. Nakonec se k Wilovi dostaví, když se dozví, že zde bude i jeho oblíbenec Brent Spiner. Wil Wheaton se Sheldonovi omluví a věnuje mu zabalenou figurku Wesleyho Crushera. Sheldonova antipatie se změní ve vřelou sympatii. K dvojici se připojí Brent Spiner, jenž Sheldonovi neomaleně vytrhne figurku z ruky a rozbalí ji. Tím se okamžitě dostane na Sheldonův seznam úhlavních nepřátel. Howard se má účastnit mise na ISS, kam ho má s ostatními dopravit ruská loď Sojuz. Bernadette se nelíbí, že s ní rozhodnutí nekonzultoval a za jeho zády to řekne paní Wolowitzové. Pak si uvědomí svou chybu a Howardovi se omluví. |           |                                  |                                   |                 |                                                        |                    |                   |               |
| 93 | 6         | The Rhinitis Revelation          | Symptomy běžného nachlazení       | Howard Murray   | Bill Prady, Steven Molaro, Jim Reynolds                | 20. října 2011     | 26. června 2012   | 3X6856        |
| Sheldona navštíví matka a on se těší, že mu udělá jeho oblíbené smažené kuře. K tomu však nedojde, neboť paní Cooperová přijme pozvání Leonarda k návštěvě restaurace. Poté utěšuje opilého Raje a věnuje se i rozhovoru s Penny. Sheldon doufá, že s ním navštíví alespoň přednášku jistého nositele Nobelovy ceny, kterého on bude moci v následující diskuzi ztrapnit, ale paní Cooperová dá přednost prohlídce města a kostelů s ostatními. Amy vysvětlí Sheldonovi, že po emoční stránce je stejný jako ostatní. Když se vrátí domů celý zmoklý a s rýmou, matka jej uloží do postele a zazpívá mu ukolébavku. |           |                                  |                                   |                 |                                                        |                    |                   |               |
| 94 | 7         | The Good Guy Fluctuation         | Fluktuace dobráctví               | Mark Cendrowski | Bill Prady, Steven Molaro, Steve Holland               | 27. října 2011     | 27. června 2012   | 3X6857        |
| Rajovi, Howardu a Leonardovi se podaří během Halloweenu natolik vyděsit Sheldona, až omdlí. Sheldon se jim to pokuší oplatit - neúspěšně. Nepostraší Raje schovaným hadem v jeho šuplíku ani Howarda elektrickým šokem. Leonard se v obchodu s komiksy seznámí s komiksovou fanynkou Alicí. Má dilema, neboť se mu skýtá příležitost k flirtu, ale stále se cítí vázaný k Priyi, která je doma v Indii. Penny to vystihne nejlépe, když řekne, že by Leonard chtěl obě dvě - takovým způsobem, aby byli všichni šťastní, což je pochopitelně utopie. Když jej Alice pozve k sobě, neodmítne. Když už se zdá, že s Alicí skončí v posteli, zařadí zpátečku - chce být správným klukem. Alice si to přebere po svém a vyhodí jej. Leonard kontaktuje Priyu a svěří se jí se svým drobným zaváháním. Priya se přizná, že se vyspala se svým bývalým přítelem. Rozrušeného Leonarda ve finále vyděsí Sheldon, který vyskočí z gauče. |           |                                  |                                   |                 |                                                        |                    |                   |               |
| 95 | 8         | The Isolation Permutation        | Selekce hlavní družičky           | Mark Cendrowski | Bill Prady, Steven Molaro, Steve Holland               | 3. listopadu 2011  | 28. června 2012   | 3X6858        |
| Penny a Bernadette jdou nakupovat šaty pro družičky a nevezmou sebou Amy. Amy Farrah se o tom dozví, když to Howard zmíní v jídelně. Vezme si to příliš osobně. Izoluje se a neodpovídá ani Sheldonovi na SMS, e-maily, tweety, zprávy na Facebooku a nelze se jí dovolat - má hlasovou schránku. Leonard doprovodí Sheldona k ní domů a ten je nucen poskytnout Amy citovou útěchu. Když se Penny a Bernadette dozví, jak moc se to Amy dotklo, snaží se jí omluvit, ale s Amy není řeč, neustále se lituje. Bernadette jí nabídne roli hlavní družičky na její svatbě. Teprve poté se Amy vzpamatuje. |           |                                  |                                   |                 |                                                        |                    |                   |               |
| 96 | 9         | The Ornithophobia Diffusion      | Rozptýlení ornitofobie            | Mark Cendrowski | Bill Prady, Steven Molaro, Eric Kaplan                 | 10. listopadu 2011 | 2. července 2012  | 3X6859        |
| Sheldona děsí modrá sojka, která se usídlila za oknem a nechce odletět ani po několika jeho pokusech o zastrašení. Když sojka vlétne dovnitř, přivolá si Sheldon na pomoc Amy Farrah Fowlerovou a Bernadettu Rostenkowski. Bernadette jej nakonec přiměje, aby si sojku pohladil a překonal tak svou ornitofobii. Sheldon si nakonec sojku zamiluje a dokonce pro ni objedná 10 kg ptačího zobu na Amazon.com. Přes tuto nespornou přízeň sojka uletí, jakmile se otevře okno. Penny vytáhne Leonarda do kina. Leonard se pochlapí a poprvé vybere film sám. Poté jdou společně s Penny posedět do baru / restaurace. Penny byla zvyklá, že Leonard vše platil za ni, ale ten nyní toto odmítá. Penny se v baru seznámí s Kevinem a Leonard na to zareaguje tak, že si jde přisednout za Laurou. Jejich vzájemné osočování končí v momentě, kdy Laura odchází. Leonard s Penny odchází domů a navzájem se omluví. |           |                                  |                                   |                 |                                                        |                    |                   |               |
| 97 | 10        | The Flaming Spittoon Acquisition | Rozšíření Válečníků z Ka’a        | Mark Cendrowski | Bill Prady, Jim Reynolds, Steve Holland                | 17. listopadu 2011 | 3. července 2012  | 3X6860        |
| Kluci se v komiksovém obchodě baví o novém balíčku Mystic Warlords of Ka'a. Amy nesdílí Sheldonovo nadšení pro komiksy a dá mu to najevo. Prodavače Stuarta Amy zaujme, požádá Leonarda, jestli by mu nezařídil rande. Leonard to tlumočí Sheldonovi, jenž reaguje vlažně - jeho vztah s Amy je velmi specifický. Stuart jde s Amy do kina, přičemž se nedokáže zbavit projevů komplexu méněcennosti. Sheldonovi nakonec přece jen trochu vadí, že si Amy vyšla se Stuartem a dostaví se také do biografu. Zde nabídne Amy posunutí jejich vztahu do další fáze - přítel/přítelkyně. Amy souhlasí a Sheldon dvojici opouští, aby mohl připravit písemné podklady pro další etapu vztahu - Smlouvu spoluchodících. |           |                                  |                                   |                 |                                                        |                    |                   |               |
| 98 | 11        | The Speckerman Recurrence        | Speckermanova repríza             | Anthony Rich    | Steven Molaro, Eric Kaplan, Anthony Del Broccolo       | 8. prosince 2011   | 4. července 2012  | 3X6861        |
| Leonarda kontaktuje Jimmy Speckerman, spolužák ze střední, který ho často šikanoval. Leonard se rozmýšlí, jestli se s ním má sejít. Nakonec si připraví seznam všech ponížení, kterých se mu od Jimmyho dostalo a dostaví se do baru i se svými kamarády. Speckerman chce po Leonardovi zrealizovat nápad - brýle, které by zobrazily všechny filmy v 3D. Hofstedter i s přáteli odchází domů poté co mu řekne, že si jeho srandičky na střední moc neužíval. Speckermanovi to dojde a přijde se Leonardovi omluvit do bytu. Je opilý a Leonard jej nechá u sebe přespat. Ráno si Jimmy omluvu nepamatuje a chová se opět jako hulvát. Podobné téma mají i holky ve vedlejším bytě. Zatímco Bernadette a zejména Amy si užily své, Penny stála na druhé straně. Hryže ji svědomí a hodlá své prohřešky odčinit - věnuje oblečení na charitu. V kontejneru na oblečení ale objeví spoustu věcí, které se jí zalíbí a neváhá si je odnést (stejně jako Amy a Bernadette). Že dělají špatnou věc si holky uvědomí až při další obhlídce kontejneru.                                                                                                   |           |                                  |                                   |                 |                                                        |                    |                   |               |
| 99 | 12        | The Shiny Trinket Maneuver       | Finta se třpytivou cetkou         | Mark Cendrowski | Bill Prady, Steven Molaro, Jim Reynolds                | 12. ledna 2012     | 5. července 2012  | 3X6862        |
| Howard se chystá předvést dětem několik kouzelnických triků a Bernadette mu dělá asistentku, ale nedokáže se udržet a okřikuje neposedné děti. Cestou zpět Howardovi prozradí, že nemá děti ráda, protože se musela starat o své sourozence, což pro ni nebylo příjemné. Howard je zklamán, doufal, že spolu budou mít jednou potomky. Sheldon naštve Amy tím, že zlehčuje její úspěch na poli neurobiologie. Penny mu poradí, aby jí něco koupil na usmířenou. Jde s ním do klenotnictví vybrat dárek. Sheldon si první vybere pro sebe - kapesní hodinky. Amy se nehodlá se Sheldonem bavit, ale když spatří tiáru, kterou jí Sheldon koupil, vše je odpuštěno. Bernadette nalezne řešení ohledně dětí - na mateřské bude Howard, protože má děti rád a vydělává mnohem méně peněz, zatímco ona se bude věnovat kariéře a užívat si společenského života. |           |                                  |                                   |                 |                                                        |                    |                   |               |
| 100 | 13        | The Recombination Hypothesis     | Hypotéza rekombinace              | Mark Cendrowski | Bill Prady, Steven Molaro                              | 19. ledna 2012     | 9. července 2012  | 3X6863        |
| Sheldon se vrací s Leonardem domů. Zatímco se Cooper rozplývá nad portrétem pana Spocka ze Star Treku, Leonard může nechat oči na Penny, která se baví s Amy a Bernadette. Neváhá a pozve ji na rande. Penny přijímá. V restauraci se dohodnou, že to zkusí spolu od začátku, jakoby mezi nimi dříve nic nebylo a dobře se baví do chvíle, kdy Leonard navrhne oprášení vztahu, ale Penny je nejistá. Nakonec spolu skončí v posteli a domluví se, že budou předstírat před ostatními, že rande nevyšlo. V restauraci dojde k menší hádce, kterou následně řeší v posteli. Až dosud se jednalo jen o Leonardovu představu, stále stojí se Sheldonem před bytem a zasněně se dívá otevřenými dveřmi na Penny. Vejde a pozve ji na večeři. Penny souhlasí a když Leonard odejde, představí si sebe (těhotnou) a Leonarda před oltářem. Omluví se holkám, že si musí pro něco skočit do drogerie ...pro antikoncepci. |           |                                  |                                   |                 |                                                        |                    |                   |               |
| 101 | 14        | The Beta Test Initiation         | Zasvěcení do beta testování       | Mark Cendrowski | Bill Prady, Dave Goetsch, Maria Ferrari                | 26. ledna 2012     | 10. července 2012 | 3X6864        |
| Sheldon připravuje s Amy pořad o vexilologii. Leonard začal opět chodit s Penny, mají navzájem určité zkušební období. Každý sepíše seznam věcí, které se mu na partnerovi nelíbí. Leonard je aktivní a hned další den předá Penny dlouhý seznam s barevně odlišenými položkami a vysvětlivkami na konci. Když chce potom Penny někam vzít, odvětí mu, že první dočte kapitolu knihy Jak zhubnout za dva týdny (Leonard ji vyčetl, že málo čte). Nakonec jdou společně na střelnici, kde se Leonard chlubí svými zkušenostmi nabytými hraním počítačové hry Grand Theft Auto. Ukážou se nedostatečnými, protože se mu podaří postřelit se do nohy. Raj se zamiloval do hlasu Siri - inteligentního softwaru v jeho novém telefonu iPhone 4S. |           |                                  |                                   |                 |                                                        |                    |                   |               |
| 102 | 15        | The Friendship Contraction       | Následky hypotetické katastrofy   | Mark Cendrowski | Bill Prady, Steven Molaro, Steve Holland               | 2. února 2012      | 11. července 2012 | 3X6865        |
| Sheldon nutí Leonarda do čtvrtletní bezpečnostní prověrky - podle Dohody spolubydlících. Leonard už má dost posluhování Sheldonovi a Dohodu anuluje (dr. Cooper chtěl zavézt k zubaři). Pro Sheldona to znamená konec přátelství. Večer vypadne proud a Sheldon je bezradný. Hofstadter jde k Penny na víno. Když Penny vidí nejistého Sheldona, naléhá na Leonarda, aby to s ním urovnal. Leonard to udělá a Sheldon zavede do Dohody spolubydlících svátek - Leonardův den, ještě před tím se jej snažil nalákat na sledování britského sitcomu Červený trpaslík. Wolowitz má brzy letět na ISS a doufá, že mu kolegové astronauti dají nějakou dobrou přezdívku, což nevyjde podle jeho představ. |           |                                  |                                   |                 |                                                        |                    |                   |               |
| 103 | 16        | The Vacation Solution            | Tip na dovolenou                  | Mark Cendrowski | Bill Prady, Steven Molaro, Maria Ferrari               | 9. února 2012      | 12. července 2012 | 3X6866        |
| Sheldon je donucen rektorem Siebertem vzít si týden dovolené. Nelíbí se mu to a uchýlí se k Amy do biologické laboratoře. Není spokojen s úkoly, které mu jeho přítelkyně zadává a neustále reptá. Když se lehce řízne do prstu, omdlí. Bernadette se zmíní před holkama, že bude chtít předmanželskou smlouvu, než si vezme Howarda. Tato zpráva se oklikou dostane až k Wolowitzovi, který z ní není nadšen. Společně to řeší při jízdě autem, Bernadette vysvětluje, že na tom trvá její otec. |           |                                  |                                   |                 |                                                        |                    |                   |               |
| 104 | 17        | The Rothman Disintegration       | Rothmanova degenerace             | Mark Cendrowski | Steven Molaro, Eric Kaplan, Jim Reynolds               | 16. února 2012     | 16. července 2012 | 3X6867        |
| Profesor Rothman odchází do důchodu a Sheldon Cooper si dělá zálusk na jeho kancelář. Není sám, stejný záměr má i Barry Kripke. Nedokážou se domluvit a jejich spor nehodlá řešit ani rektor Siebert. O tom, kdo se přestěhuje do nové kanceláře má rozhodnout basketbalové utkání jeden na jednoho. Leonard dělá rozhodčího. Sheldon ani Kripke neoplývají sportovním talentem a tak se sportovní klání dost protáhne. Nakonec vyhraje Sheldon. Když se přestěhuje do kanceláře, zjistí, že není ideální, je zde spousta rušivých vlivů. Amy věnuje své nejlepší kamarádce Penny obrovský nevkusný obraz s portréty obou dívek. Penny se nelíbí, ale nedokáže dar odmítnout. |           |                                  |                                   |                 |                                                        |                    |                   |               |
| 105 | 18        | The Werewolf Transformation      | Sheldonova teorie chaosu          | Mark Cendrowski | Bill Prady, Steven Molaro, Jim Reynolds, Maria Ferrari | 23. února 2012     | 17. července 2012 | 3X6868        |
| Sheldon se chce nechat ostříhat, ale zjistí, že jeho kadeřník je v nemocnici. To mu natolik nabourá plány, že se začne chovat nevyzpytatelně. V noci vzbudí Leonarda a Penny hraním na bonga. Odmítá nabídku Penny, že jej ostříhá a odchází i s bongy k Amy. Howard Wolowitz se účastní kosmického výcviku v Johnsonově vesmírném středisku v Houstonu. Svěřuje se Bernadette, že je výcvik obtížný - často zvrací a omdlívá, přesto se nechce vzdát svého snu stát se astronautem. Bernadette se vypraví za ním do Houstonu, aby mu poskytla podporu, ale o Howarda se už v Texasu stará jeho matka. Sheldon se nakonec nechá přesvědčit, aby jej Penny ostříhala. Je vcelku spokojen, ale když mu Penny zarovnává krk strojkem, ujede jí ruka. |           |                                  |                                   |                 |                                                        |                    |                   |               |
| 106 | 19        | The Weekend Vortex               | Víkendová vřava                   | Mark Cendrowski | Steven Molaro, Eric Kaplan, Steve Holland              | 8. března 2012     | 18. července 2012 | 3X6869        |
| Kluci si chtějí zavzpomínat na staré časy a strávit celý víkend hraním on-line počítačové hry Star Wars. Sheldon kvůli tomu poruší slib (a také Dohodu spoluchodících) daný Amy, že s ní pojede na oslavu k její rodině. Howard na herní maratón vezme i Bernadettu, která však nechtěně působí jako rušivý element. Amy si nechá poradit od Penny, aby Sheldonovi dala rázně najevo, co si o jeho porušeném slibu myslí. Společný víkend zachrání Raj, který přede všemi emotivně vyjádří, jak moc se na tuto akci těšil. Akci ukončí Wolowitzova matka, které se podaří svého syna u Hofstadtera a Coopera vypátrat (Wolowitz si záměrně vypl mobilní telefon). |           |                                  |                                   |                 |                                                        |                    |                   |               |
| 107 | 20        | The Transporter Malfunction      | Porucha transportéru              | Mark Cendrowski | Steven Molaro, Jim Reynolds, Steve Holland             | 29. března 2012    | 19. července 2012 | 3X6870        |
| Penny koupí Sheldonovi a Leonardovi hračky - modely transportéru / teleportu ze seriálu Star Trek. Hoši jsou z dárku nadšeni, ale nerozbalí jej, protože má větší hodnotu v originálním balení. V noci se zdá Sheldonovi sen, v němž jej pan Spock nabádá k otevření krabičky. Sheldon se vzbudí, udělá to ... a model rozbije. Zabalí jej zpět a vymění krabičku za Leonardovu. Pan Spock mu to ve snu vyčítá a Sheldon se nakonec Leonardovi přizná. Howard a Bernadette chystají svatbu, Rajesh přislíbí, že si někoho přivede s sebou. Obrátí se na rodiče, zda by mu pomohli dohodit nevěstu. Pan a paní Koothrappali si pomalu začínali myslet, že jejich syn je homosexuál. Raj se sejde s dívkou jménem Lakshmi a zdá se, že si budou dobře rozumět, dokud Lakshmi na sebe neprozradí, že je lesba. |           |                                  |                                   |                 |                                                        |                    |                   |               |
| 108 | 21        | The Hawking Excitation           | Hawkingova excitace               | Mark Cendrowski | Chuck Lorre, Eric Kaplan, Maria Ferrari                | 5. dubna 2012      | 23. července 2012 | 3X6871        |
| Na univerzitu má přijet přednášet jeden z nejznámějších teoretických fyziků Stephen Hawking, přičemž si vybere Howarda, aby se mu postaral o bezchybný chod jeho elektrického vozíku. Wolowitz ví, že pro Sheldona je Hawking doslova modlou a hodlá jej známému vědci představit. Poté, co Sheldon Howarda urazí, musí pro něj splnit několik úkolů, aby svou urážku odčinil a mohl po něm poslat Stephenu Hawkingovi svou práci o částici, která je de facto černou dírou zrychlující zpětně v čase. |           |                                  |                                   |                 |                                                        |                    |                   |               |
| 109 | 22        | The Stag Convergence             | Rozlučkové fiasko                 | Peter Chakos    | Chuck Lorre, Steven Molaro, Jim Reynolds               | 26. dubna 2012     | 24. července 2012 | 3X6872        |
| Howard pozve kamarády na předsvatební večírek, jehož se účastní i Barry Kripke, Stuart Bloom a Wil Wheaton. Nejen Kripke očekával přítomnost striptérek, ale Wolowitz slíbil Bernadettě, že na večírku žádné nebudou. Howard je terčem různých vtípků, nejvíc mu zavaří jeho nejlepší přítel Rajesh, když prozradí, že ztratil panictví se svou sestřenicí plus několik dalších pikanterií. Bernadette se vše dozví (Wheaton akci natáčel a záznam umístil na internet) a svatba je ohrožena. Howard nakonec přijde s omluvou, po které je i Penny naměkko. |           |                                  |                                   |                 |                                                        |                    |                   |               |
| 110 | 23        | The Launch Acceleration          | Akcelerace startu                 | Mark Cendrowski | Bill Prady, Steve Holland, Maria Ferrari               | 3. května 2012     | 25. července 2012 | 3X6873        |
| Howard Wolowitz se zaraduje, když mu NASA oznámí, že je kosmická mise zrušena. Před blížícím se termínem odletu se totiž stále více bál. Raduje se předčasně, mise je nakonec pouze přeložena a koliduje s termínem svatby. Bernadette trvá na tom, aby letěl a Howard hledá podporu u jejího otce. Pan Rostenkowski (ačkoli Wolowitze nepovažuje za toho pravého pro svou dceru) mu sdělí, že musí letět, aby na něj mohl být hrdý. Leonard opět přijde s nabídkou ke sňatku během sexu, což Penny zkazí zážitek. Amy chce také posunout vzájemný vztah se Sheldonem o něco dál a jde na svého přítele vědeckou metodou - dělá přesně to, co má rád. |           |                                  |                                   |                 |                                                        |                    |                   |               |
| 111 | 24        | The Countdown Reflection         | Reflexe odpočtu                   | Mark Cendrowski | Chuck Lorre, Steven Molaro, Jim Reynolds               | 10. května 2012    | 26. července 2012 | 3X6874        |
| Howard Wolowitz sedí se dvěma zkušenými kosmonauty Mikem Massiminem a Dimitrijem Rezinovem v ruské raketě Sojuz připravené ke startu na kosmodromu Bajkonur. Aby překonal nervozitu, vzpomíná na hektické události posledních dnů. Bernadette navrhla, aby se vzali ještě před odletem. Na radnici to nevyjde pro velký počet zájemců a tak Raj navrhne improvizovaný sňatek na střeše Leonardova a Sheldonova domu v Pasadeně. Koothrappali ví, že v neděli ráno bude nad Pasadenou přelétávat satelit, který bude snímkovat povrch pro aplikaci Google Earth, Howard a Bernadette tak mohou mít svatbu vyfotografovánu přímo z vesmíru. Svatba proběhne úspěšně, i když do blahopřejných proslovů každý z přátel promítne své postoje. |           |                                  |                                   |                 |                                                        |                    |                   |               |